# Lorenzo Coleschi
Lorenzo Coleschi (Sansepolcro, 1823 – Sansepolcro, 1897) è stato uno storico e bibliotecario italiano. Giurisperito e bibliotecario italiano, ha dedicato ricerche alla storia patria toscana.

## Biografia
Nacque a Sansepolcro nel 1823. Laureatosi in Legge nell'Università degli Studi di Siena nel 1847, fu in seguito pretore in varie località della Toscana. Istituita nel 1870 la Biblioteca Comunale di Sansepolcro,  ne divenne primo bibliotecario.
Nel 1881 curò la traduzione dal latino all'italiano dell'opera Dei casi degli uomini illustri di Antonio Maria Graziani (sec. XVI). Nel 1886 pubblicò la Storia della città di Sansepolcro, summa delle fonti erudite dei secoli XVII/XVIII. Per lungo tempo il saggio  ha costituito la principale fonte letteraria per gli studi sulla storia della città. Come bibliotecario e storico fu in contatto con molti studiosi interessati a Piero della Francesca, nativo di Sansepolcro, e fu tra i protagonisti della ripresa della vita culturale cittadina nell'ultimo quarto del XIX secolo.
Morì a Sansepolcro nel 1897.
Nel 1994 il Comune ha dedicato al nome di Lorenzo Coleschi una strada nel quartiere Villaggio Buitoni, alla periferia est della città. Il 6 giugno 2019 gli è stata intitolata la sala conferenze della Biblioteca Comunale di Sansepolcro.